# Ruth Hildegard Geyer-Raack
Ruth Hildegard Geyer-Raack (* 16. Juni 1894 in Nordhausen am Harz; † 19. März 1975 in Berlin, damals Berlin-West) war eine deutsche Innenarchitektin, Textildesignerin, Möbeldesignerin und Wandmalerin. Seit 1925 war sie Mitglied im Deutschen Werkbund.

## Leben
Ruth Gertrud Hildegard Raack stammte aus einer Pastorenfamilie. Ihre Eltern waren Friederike Therese Raack (geborene Panser, † 1937 mit 72 Jahren) und Paul Richard Raack (1866–1940). Nach ihrem Abitur in Nordhausen ging sie für ein Jahr nach England. Hier arbeitete sie als Haustochter und besuchte eine Internatsschule. Ihr Vater wurde Superintendent in Schöneberg, so dass die Familie, zu der auch ihr Bruder Joachim gehörte, 1913 nach Berlin umzog. Dort begann Raack ein Studium an der Unterrichtsanstalt des Berliner Kunstgewerbemuseums, die seit 1907 von Bruno Paul geleitet wurde. Ihre Lehrer waren Bruno Ernst Scherz und Strüwe. 1920 und 1921 nahm sie an Sommerkursen des Bauhauses Weimar teil. Am 2. September 1922 erfolgte die Eheschließung mit dem Regierungsrat und Major außer Dienst Hugo Wilhelm Hermann Geyer (* 1884) aus Berlin-Charlottenburg, mit dem sie zwei Kinder hatte.
Sie unterhielt ab 1924 ein eigenes Atelier in Berlin. Zu Studienzwecken sowie zum Besuch von Ausstellungen reiste sie in den 1920er und 1930er Jahren mehrfach nach Paris. Dort lernte sie den Architekten und gebürtigen Ungarn André Sive (eigentlich András Szivessy) kennen, mit dem sie danach häufig zusammenarbeitete. Ab 1925 war sie Mitglied im Deutschen Werkbund. Mitte der 1930er Jahre war Geyer-Raack Mitarbeiterin der Die Heimgestalter GmbH, Berlin. Auch nach 1945 arbeitete sie als Innenarchitektin.
Im Winter 1955 erblindete Geyer-Raack nach einer Augenkrankheit auf einem Auge, was die letzten zwanzig Jahre ihrer Arbeit einschränkte, sie jedoch nicht von ihrer Arbeit abhielt. Die Künstlerin lebte bis zu ihrem Tod in Westberlin; ihr Ehemann verstarb 1975 kurz nach ihr.

## Werk
Geyer-Raack entwarf Stoffe und Tapeten für die Firmen Deutsche Werkstätten Textilgesellschaft (DeWeTex, gegründet 1923), VWTex, Pausa, H. Strauven in Bonn, Tapetenfabrik Gebr. Rasch, Zimmer & Rohde sowie die Bayrischen Textilwerke Bernhard Nepker in Tutzing. 1928 und 1929 wurde sie als Mitarbeiterin der Deutschen Werkstätten geführt. Viele ihrer Textilentwürfe zeigen ein florales Dekor. Einige zeigen Pflanzen, Vögel und exotische Figuren in Pastelltönen. Sie wirken, als seien sie in Aquarelltechnik hergestellt. Die Münchner Sammlung für angewandte Kunst erwarb 1926 und 1928 Textilien der Deutschen Werkstätten, darunter auch Textilentwürfe von Geyer-Raack. Der Sammler Robert Allerton kaufte 1927 vorbildliche Musterstücke der Deutschen Werkstätten mit Textilien der Designerin. Diese Kollektionen wurden vom Art Institute of Chicago übernommen.
Die Arbeit von Geyer-Raack war anfangs vom französischen Art déco beeinflusst. Besonderes Augenmerk legte sie bei Raumgestaltungen auf die großformatige Ausmalung der Wände. Sie war der Auffassung, dass eine „kahle völlig ungeschmückte Wand ein Ideal moderner Wohnkultur“ sei, aber „selbst farbige Tönungen der Wand in sich und bloße, leichte Andeutungen von Malerei ... die Seele beschwingen.“ Wandbilder harmonierten bei der Künstlerin stets mit der Möblierung und wurden von ihr in Landhäusern, öffentlichen Gebäuden und Passagierschiffen umgesetzt. Die Aufträge für die Schiffsausstattungen realisierte sie gemeinsam mit Bruno Paul, mit ihm war sie außerdem an der Umgestaltung des Richmodis-Hauses der Deutschen Werkstätten in Köln 1926 beteiligt.
Bei der vom Möbelhaus Schürmann initiierten Internationale Raumausstellung IRA 1931 in Köln unter Beteiligung von Adolf Loos und Ernst Lichtblau übernahm Geyer-Raack die künstlerische Gesamtleitung und stellte selbst die Beiträge Wohn- und Schlafraum der Dame und Farbenstimmung aus. In den Jahren ach der Ausstellung arbeitete sie verstärkt als Möbeldesignerin.

### Arbeiten (Auswahl)
- 1926 Richmodis-Haus Köln, Wandmalerei im Gartenzimmer[8]
- 1927 Teezimmer einer berufstätigen Dame[9]
- 1927 Teezimmer[10]
- 1927 Zimmer der Berufstätigen Dame[11]
- 1927/28 Leinendecke[12]
- 1928 Wandmalerei im Speisezimmer[13]
- 1928 Wandmalerei in einem Damenzimmer[14]
- 1928 Wandmalerei im Speisezimmer[15]
- 1928 Wandmalerei im Schlafzimmer, Aus nebenstehendem Schlafzimmer[16]
- 1928 Wandmalerei in einem Empfangsraum[17]
- 1928 Wandmalerei im Damenzimmer[18]
- 1928 Wandmalerei in einem Musikzimmer[19]
- 1928 Wandmalerei im Empfangsraum im preußischen Handelsministerium[20]
- 1928 Wandbemalung Aus einem Wintergarten[21]
- 1928 Wohnraum der Wohnung Geyer-Raack[22]
- 1928 Wandmalerei im Speisezimmer[23]
- 1928 Künstler-Tapete „Kleine Landschaft“[24]
- 1929 Zimmer eines jungen Mädchens[25]
- 1929 Gäste-Zimmer[26]
- 1930 Fenster-Platz im Damenzimmer[27]
- 1930 Gardinen im Schlafzimmer[28]
- 1930 Das große Fenster[29]
- 1930 Fenster im Schlafzimmer[30]
- 1932 Schlafzimmer der Dame[31]
- 1932 Sofawand im Wohn- und Schlafraum der Dame, Kakteenfenster im Schlafzimmer[32]
- 1936 Speiseraum, Buffet mit Ölbild in zarten Farben, Aus dem Wohn-Speiseraum, Sitzgruppe im Wohnraum, Blick durch den Wohn-Speiseraum[33]
- 1937 Sessel[34]
- 1937 Hoher Leuchter aus Messing mit Kristallglas, Schirmchen aus Bastseide[35]
- 1939 Kleiner Vorraum[36]
- 1939 Wohnhalle[37]
- 1939 Speisezimmer[38]
- 1939 Ankleidezimmer[39]
- 1939 Schlafzimmer[40]
- 1941 Klapptischchen, Sofa mit gestepptem Bezug[41]
- 1941 Klapptischchen[42]
- 1941 Abstelltisch[43]

## Ausstellungen (Auswahl)
- 1930 Die gestaltende Frau. Erste Ausstellung des Deutschen Staatsbürgerinnenverbandes e.V. im Kaufhaus Wertheim, Leipziger Straße, Berlin.
- 1931 Internationale Raumausstellung IRA in Köln
- 1937 Ausstellung im Einrichtungshaus Meisterräume in Berlin
- 1938 Ausstellung eines Ankleideraumes aus der Wohnung für ein junges Ehepaar, Einrichtungshaus Walther May, Köln.

Posthum
- 2018/2019 Gegen die Unsichtbarkeit, Kunstgewerbemuseum Dresden[4]
- 2022 Ruth Hildegard Geyer-Raack, Berlinische Galerie[44]

## Publikationen
- Geyer-Raack, Ruth Hildegard Die Farbige Wand. in: Das Ideale Heim, II, 1928, S. 443ff.[45]
- Geyer-Raack, Ruth Hildegard Zwei Schlafräume in: Innendekoration: mein Heim, mein Stolz ; die gesamte Wohnungskunst in Bild und Wort – 40.1929, S. 58–61.
- Fleischmann, Elsa / Geyer-Raack, Ruth H. (Hg.): Die gestaltende Frau. Erste Ausstellung des Deutschen Staatsbürgerinnenverbandes e.V. (Allgemeiner Deutscher Frauenverein 1865), Berlin 1930.
- Geyer-Raack, Ruth Hildegard „Das schöne Fenster.“ Über Wert und Wirkung neuzeitlicher Gardinen. in: Innendekoration: mein Heim, mein Stolz ; die gesamte Wohnungskunst in Bild und Wort – 41.1930, S. 273–281.
- Geyer-Raack, Ruth Hildegard Der Aufbau der „IRA“ in Innendekoration: mein Heim, mein Stolz ; die gesamte Wohnungskunst in Bild und Wort – 43.1932, S. 17–21.
- Geyer-Raack, Ruth Hildegard Zwischen freundlichen Fresken. Das Haus einer Malerin. in: Haus Hof Garten, Beilage zum Berliner Tageblatt vom 14. März 1935, Nr. 11[45]
- Geyer-Raack, Ruth Hildegard; Geyer, Sybille  Möbel und Raum, Bauwelt Verlag, Berlin 1955[45]

## Weiterführende Literatur
- Günther von Pechmann: Neue Stoffe der Deutschen Werkstätten A.G. In: Deutsche Kunst und Dekoration: illustr. Monatshefte für moderne Malerei, Plastik, Architektur, Wohnungskunst u. künstlerisches Frauen-Arbeiten – Bd. 61 (1927/28), S. 317ff.
- R.: Wandbemalungen von Ruth Hildegard Geyer-Raack. In: Deutsche Kunst und Dekoration: illustr. Monatshefte für moderne Malerei, Plastik, Architektur, Wohnungskunst u. künstlerisches Frauen-Arbeiten. Bd. 62 (1928), S. 252–266.
- Schr.: Die Künstlerkarte von Ruth Hildegard Geyer-Raack der Tapetenfabrik H. Strauven in  Bonn. In: Deutsche Tapeten-Zeitung, Nr. 91, 1928, S. 22ff.
- Neue Frauenkleidung und Frauenkultur, 1928, S. 19–21.
- Die „IRA“ in Köln. In: Berliner Tageblatt, Abend-Ausgabe Nr. 572, 4. Dezember 1931.
- Ausstellungskatalog IRA. Internationale Raumausstellung, Köln 1931, S. 7, 9ff., 17, 33.
- Moderne Bauformen, 1931, S. 607–616.
- "I.R.A."" in: Vossische Zeitung vom 24. Januar 1932.
- Internationale Raumausstellung in Köln. In: Innendekoration, Bd. 93 (1932), S. 3ff.
- H. H.: Neue Raumausstattungen und Einzelmöbel der „Heimgestalter“ Berlin. In: Moderne Bauformen, Bd. 35 (1936), S. 285ff.
- M.D.: Die Heimgestalter und Ruth Geyer-Raack. In: Innendekoration: mein Heim, mein Stolz ; die gesamte Wohnungskunst in Bild und Wort. Bd. 47 (1936), S. 213–221.
- Moderne Bauformen. Bd. 35 (1936), 285ff.
- Ewald Bender: Eine schöne Wohnung. Neue Möbel und Malereien von Ruth Hildegard Geyer-Raack Berlin. In: Innendekoration, Bd. 50 (1939), S. 289ff.
- Hans Vollmer: Allgemeines Lexikon der Bildenden Künstler des 20. Jahrhunderts, Bd. 2, Leipzig 1955.
- Hans Wichmann: Aufbruch zum neuen Wohnen. Deutsche Werkstätten und WK-Verband (1898–1970); ihr Beitrag zur Kultur unseres Jahrhunderts. Birkhäuser, Basel / Stuttgart 1978, ISBN 3-7643-0981-4.
- Stadt Krefeld (Hg.): Printed by Taunus Textildruck. 30 Jahre Textildruck in Deutschland am Beispiel einer Firma, Ausstellungskatalog, Deutsches Textilmuseum Krefeld, Krefeld 1983, S. 1, 16.
- Sonja Günther; Christine Jachmann; Schmidt-Thomsen, Helga (Hrsg.): Architektinnenhistorie. Zur Geschichte der Architektinnen und Designerinnen im 20. Jahrhundert. Eine erste Zusammenstellung, Berlin 1984.
- Klaus Peter Arnold: Glas der Deutschen Werkstätten Hellerau und München zwischen 1910 und 1930. In: Jahrbuch der Staatlichen Kunstsammlungen Dresden. Bd. 18 (1986), S. 264, 414.
- Landesgewerbeamt Baden-Württemberg, Design Center Stuttgart, Angela Oedekoven-Gerischer, Andrea Scholtz, Edith Medek, Petra Kurz: Frauen im Design, Berufsbilder und Lebenswege seit 1900. Design-Center, Stuttgart 1989, S. 78–83.
- Hans Wichmann: Von Morris bis Memphis. Textilien der Neuen Sammlung Ende 19. bis Ende 20. Jahrhundert. Birkhäuser, Basel 1990 (Sammlungskataloge der Neuen Sammlung; 3), ISBN 3-7643-2313-2, S. 14, 118, 138, 160, 212ff., 442.
- Hans Wichmann: Deutsche Werkstätten und WK-Verband: 1898–1990. Aufbruch zum neuen Wohnen. Prestel, München 1992, ISBN 3-7913-1208-1, S. 220, 236, 323, 351.
- Jutta Beder: „Zwischen Blümchen und Picasso“ Textildesign der fünfziger Jahre in Westdeutschland. Lit, Münster 2002 (Beiträge zur Designgeschichte; 1), ISBN 3-8258-6032-9, S. 163, 215.
- Anna Fernandez Garcia, Caterina Franchini, Emilia Garda, Helena Sarazin (Hrsg.): MoMoWo. 100 Works in 100 Years European Women in Architecture and Design 1918–2018. France Stele Institute of Art History, Ljubljana 2016, ISBN 978-961-254-922-0. Li S. 48ff., 340, 353.
- Staatliche Kunstsammlungen Dresden, Tulga Beyerle, Klára Němečková: Gegen die Unsichtbarkeit, Designerinnen der Deutschen Werkstätten Hellerau 1898 bis 1938. Hirmer-Verlag GmbH, München, 2019, ISBN 978-3-7774-3418-6. S. 24, 103, 106-107, 135-136, 160, 162-163, 190-191, 210.